# Илирски грб
Илирски грб је грб који се током појаве тзв. илирске хералдике у XVI веку приписује времену постојања  древне Илирије. Протагонисти ове хералдике ту древну Илирију, такође повезују и са Душановим царством из XIV века, називајући ову државу обновљеним Илирским царством.
Грб се најчешће јавља са мотивима златне шестокраке звезде изнад сребрног полумесеца, на црвеном пољу. На Балкану се тај мотив појављује много пре турског времена и није у директној вези са исламском или турском симболиком. Неки средњовековни владари (угарски краљ Андрија, цељски грофови, Балшићи и др), прихватају ову хералдику, тако да се она касније појављује на грбовима земаља или градова којима владају. У неким другим случајевима, илирска хералдика приписује неким земљама (Босна и Албанија) грбове за које данас са сигурношћу знамо да у то време нису кориштени. Илирски хералдичари у XVI веку описују јужнословенске земље као земље древне Илирије, а Српско царство из XIV века називају Душановим царством и сматрају га обновљеним Илирским царством. Касније, током XIX века, Илирски грб ће бити један од основних симбола Илирског покрета.
Занимљиво је и то да се мотиви слични Илирском грбу, осим на Балкану, такође појављују и на грбовима градова и земаља где живе (или су живели) словенски народи: у Пољској (назива се лељива), Словачкој, Белорусији, Украјини, те у Русији и Немачкој.
- грб Илирског покрета
- кућа Тарновски 
у Пољској
- кућа Глижински 
у Пољској
- Тарнов 
у Пољској
- Голењов 
у Пољској
- Пшеворск 
у Пољској
- Шахи 
у Словачкој
- Спишка Стара Вес 
у Словачкој
- Хумење 
у Словачкој
- Орша 
у Белорусији
- Лагојски рејон
 у Белорусији
- Борзна
 у Украјини
- Зенков
 у Украјини
- кућа Вороњецки
 у Русији
- Елде
 у Немачкој
- Хале
 у Немачкој
- Вербен (Елбе)
 у Немачкој

Полумесец у хералдици се среће и у румунској хералдици (укључујући Молдавију) у комбинацији са разгранатим сунцем, као и код симбола монголских народа и земаља, али већина хералдичара искључује директну повезаност ове хералдике.

## Порекло илирске симболике

### Илирска симболика у Римском царству
Милан Ђ. Милићевић у свом делу из 1876, у вези звезде и полумесеца на турским заставама истиче да порекло турског грба има везе са Византијом и наводи примере неких старих римских новчића и њихове цртеже: 
"Један такав је кован око 120 пХ на име Адријана Августа (Hadrianus Augustus), римскога цара“. „Други је од бронзе из града Византиона и кован је за цара Септимија Севера, на име његове жене Јулије Домне (ΙΟ?ΛΙΑ ΔΟΜΝΑ) око 200 пХ.
Исти аутор у наставку свог текста истиче да су новци многих римских царева (Констанса, Ветринија и Констанција) ковани у Сиску, те да у свом садржају имају натпис Sis (скраћено од Siscia, што је римско име за Сисак) али и мотив полумесеца и звезде у средини новчића.

### Илирска симболика у Угарској
Илирска симболика се током XII века појављује и на новцу херцега и касније краља угарског Андрије II Арпадовића (1205—1235), брата угарског краља Емерика (1196—1204). Херцег Андрија је 1196. године почео ковати свој новац по угледу на фризатике из Фризаха у Корушкој, тзв. хрватске фризатике. 
На предњу страну новца је стављен грб са звездом и полумесецом, и натписом Andreas D CR (скр. Andreas Dux CRoatiae).
Неколико хрватских градова је имало овај грб, или његову варијацију, инкорпорирану у свој грб. Они се могу видети на зградама већница у градовима: Загреб (15. век), Драганићи (16. век), Градец тј. Горњи град у Загребу (14. век) и Купчина (15. век).
Такође, неколико градова из Хрватске и дан данас на свом грбу носе обележје звезде и полумесеца, у некој од варијнати. То су: Вараждин, Нови Винодолски, Оточац, Пожега и Нин.

### Илирска симболика на илирским грбовницима
Звезда са полумесецом се појављује и у Охмућевићевом и свим каснијим илирским грбовницима (укључујући и Фојнички). Овај симбол стоји на грбу некакве непознате Илирије, али и на грбу Босне. Ови грбови се односе на време Српског царства, али се грб непознате Илирије издваја као засебан грб испод кога стоји да је то грб Илирије (VllvVriae). Након овог грба у грбовнику се појављују и други грбови који се називају или приписују покрајинама Душановог царства.
Данас није познато да ли је у то време постојала покрајина са тим именом, нити да је тај грб икад био у употреби. Грб Илирије се појављује и на грбу Босне као штит у штиту. Неке алтернативне историјске школе ово тумаче теоријом да је Босна била центар те наводне Илирије.

### Илустрација Светог Јеронима
Свети Јероним Стридонски рођен је на граници римских провинција Далмације и Паноније, па се сматрао заштитником +Илира и Илирије. На иконама у част овог светитеља, светитељ се појављује са различитом симболиком: у полуклечећем ставу пред крстом, са десним коленом на стени, са лавом где светитељ вади трн из његове шапе, са кардиналским шеширом, Светим писмом и симболима полумесеца и звезде.
Порекло овог светитеља и ова задња симболика се повезују са Илирима. Илирска хералдика која се појављује у XVI веку, скоро неизоставно, користи оба ова симбола (и полумесец са звездом и икону Светог Јеронима). На неким грбовима из овог периода, грб Босне се појављује у другом облику (на црвеном пољу прегибљена десница са сабљом, изнад ње лежећи полумесец, изнад њега сребрна звезда), али илирски симболи звезде и месеца су опет неизоставни.

## Модерна употреба
Појавом Илирског покрета у XIX веку, његови припадници овај симбол узимају као свој.
Формирањем Краљевине Срба, Хрвата и Словенаца, касније Краљевине Југославије, грб нове државе је имао елементе сва три конститутивна народа, а Словенија је била престављена златном шестокраком звездом изнад сребрног полумесеца на плавом пољу. Овај симбол је преузет од Илирског покрета. Касније је та већа звезда је замењена са три мање звезде, што је престављало симбол грофова Цељских.
Формирањем Републике Хрватске, као самосталне државе, ова земља је усвојила нови грб који такође има стилизоване илирске симболе.
На челенци изнад штита са хрватском шаховницом, налази се стилизована круна састављена од пет мањих грбова. Први грб са лева је преузет из Илирског покрета и састоји се такође од сребрног полумесеца окренут ка горе са златном шестокраком звездом изнад њега на светлоплавој позадини. Овај грб доста подсећа на грб Илирије из илирскох грбовника, осим што је звезда у овом случају шестокрака уместо осмокраке и што је златна а не сребрна. Такође, из неког разлога је на грбу Републике Хрватске дошло до замене боје штита па је штит постао светлоплави уместо црвеног, иако се на приказу самог првог грба Хрватске наводи црвена варијанта грба.